# Ronda (Carolina del Norte)
Ronda es un pueblo situado en el condado de Wilkes, Carolina del Norte, Estados Unidos. Tiene una población estimada, a mediados de 2022, de 440 habitantes.

## Geografía
La localidad está ubicada en las coordenadas 36°13′18″N 80°56′36″O / 36.22167, -80.94333 (36.221718, -80.943237). Según la Oficina del Censo, tiene un área de 2.81 km², correspondientes en su totalidad a tierra firme.

### Localidades adyacentes
El siguiente diagrama muestra a las localidades en un radio de 16 kilómetros (9,9 mi) de Ronda.

## Demografía
Según el censo de 2000, los ingresos promedio de los hogares de la localidad eran de $31,875 y los ingresos promedio de las familias eran de $34,773. Los ingresos per cápita eran de $15.397. Los hombres tenían ingresos per cápita por $22,917 contra los $19,333 que percibían las mujeres. Alrededor del 11.70% de la población estaba bajo el umbral de pobreza nacional.
De acuerdo con la estimación 2017-2021 de la Oficina del Censo, los ingresos promedio de los hogares de la localidad son de $44,931 y los ingresos promedio de las familias son de $45,313. Alrededor del 17.2% de la población está bajo el umbral de pobreza nacional.